# 안성준 (가수)
안성준(본명: 안희재, 1983년 12월 11일~)은 대한민국의 트로트 가수로, 2002년에 언더그라운드 라이브 클럽에서 록 음악 가수로 활약하였었고, 이후 2020년 《트로트의 민족》에 참가하여 우승하였다.

## 출연 작품

### 텔레비전 프로그램
- 《트로트의 민족》 (2020-2021) - 참가자